# ۱۱۵ (قمری)
۱۱۵ (قمری)، صد و پانزدهمین سال در گاهشماری هجری قمری است. اول محرم این سال برابر با بیست و پنجم فوریه سال ۷۳۳ میلادی است.